# Stelis biserrula
Stelis biserrula är en orkidéart som beskrevs av John Lindley. Stelis biserrula ingår i släktet Stelis och familjen orkidéer. Inga underarter finns listade i Catalogue of Life.